# Cochinchidema
Cochinchidema är ett släkte av skalbaggar. Cochinchidema ingår i familjen Melolonthidae.
Kladogram enligt Catalogue of Life:
| Cochinchidema | \| \| Cochinchidema harmandi \| \| \| \| \| \| Cochinchidema pilosa \| \| \| \| |
|               | \| \| Cochinchidema harmandi \| \| \| \| \| \| Cochinchidema pilosa \| \| \| \| |
|               | Cochinchidema harmandi                                                          |
|               |                                                                                 |
|               | Cochinchidema pilosa                                                            |
|               |                                                                                 |